# Penna San Giovanni
Penna San Giovanni é uma comuna italiana da região dos Marche, província de Macerata, com cerca de 1.302 habitantes. Estende-se por uma área de 28 km², tendo uma densidade populacional de 47 hab/km². Faz fronteira com Amandola (FM), Falerone (FM), Gualdo, Monte San Martino, Sant'Angelo in Pontano, Servigliano (FM).

## Demografia
| Variação demográfica do município entre 1861 e 2011                               |
|                                                                                   |
| Fonte: Istituto Nazionale di Statistica (ISTAT) - Elaboração gráfica da Wikipedia |